# Bon Honī
Bon Honī (persiska: بن هنی) är en ort i Iran.   Den ligger i provinsen Khuzestan, i den västra delen av landet, 400 km sydväst om huvudstaden Teheran. Bon Honī ligger 494 meter över havet och antalet invånare är 166.
Terrängen runt Bon Honī är kuperad norrut, men söderut är den platt.Runt Bon Honī är det ganska tätbefolkat, med 72 invånare per kvadratkilometer. Närmaste större samhälle är Jā Ordū, 2,8 km söder om Bon Honī. Omgivningarna runt Bon Honī är i huvudsak ett öppet busklandskap.